# 라파엘 카레라
라파엘 카레라 이 투르시오스(스페인어: Rafael Carrera y Turcios, 1814년 10월 24일 ~ 1865년 4월 14일)는 과테말라의 전 대통령이었다.
4대 대통령과 8대 대통령직을 지녔다.

## 일생과 업적
1814년 10월 24일 과테말라 시티에서 태어났다. 그는 중앙아메리카 연방 공화국의 대통령이던 프란시스코 모라잔이 이끄는 엘살바도르 전투에서 승리를 거두었고, 1844년과 1851년 각각 대통령에 당선되었다. 하지만 지속적으로 강압적인 독재 및 부정부패된 정치를 하였으며, 1865년 사망하였다.

## 같이 보기
- 중앙아메리카의 역사